# Station Luik-Sint-Lambertus
Station Luik-Sint-Lambertus (Frans: Liège-Saint-Lambert) is een spoorwegstation langs spoorlijn 34 (Hasselt - Tongeren - Luik) in de Waalse stad Luik. Tot en met zondag 2 september 2018 heette het station Luik-Paleis (Frans: Liège-Palais).
Op maandag 3 september 2018 werd het station hernoemd in Luik-Sint-Lambertus, vernoemd naar het nabijgelegen Sint-Lambertusplein (Frans: Place Saint-Lambert - waar vroeger de Sint-Lambertuskathedraal stond), dat voor niet-Luikenaars bekender zou zijn. De nieuwe naam is gekoppeld aan een reeks investeringen in de infrastructuur en de hernoeming van station Luik-Jonfosse in Luik-Carré.
Het station Luik-Paleis werd vernoemd naar het nabije paleis van de Luikse bisschoppen en prins-regenten (nu een gerechtshof) aan de Place Saint-Lambert. Het station bevindt zich onder het grondniveau. De sporen met perrons liggen in een soort "put" (kort open stuk van de tunnel onder open hemel), terwijl de lokettenhal volledig ondergronds gelegen is.
Vanaf 2021 werd het station integraal toegankelijk voor personen met een beperking. Sinds 1 maart van hetzelfde jaar zijn de loketten enkel in de week nog open tussen 7 en 14.15 uur.
Direct na het station begint in het zuidwesten de tunnel van Saint-Martin en in het noordoosten de tunnel Sous Pierreuse.

## Galerij

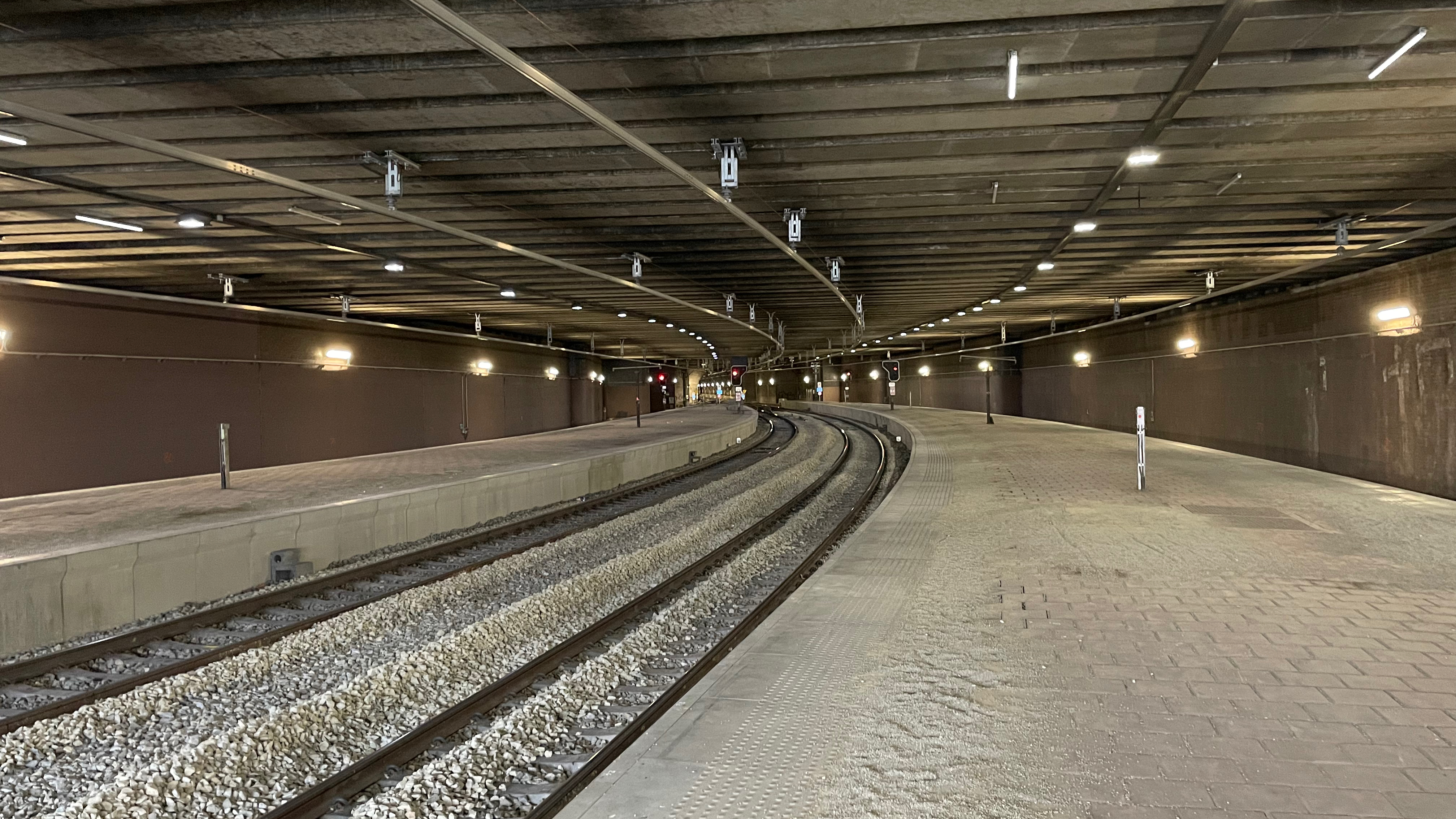
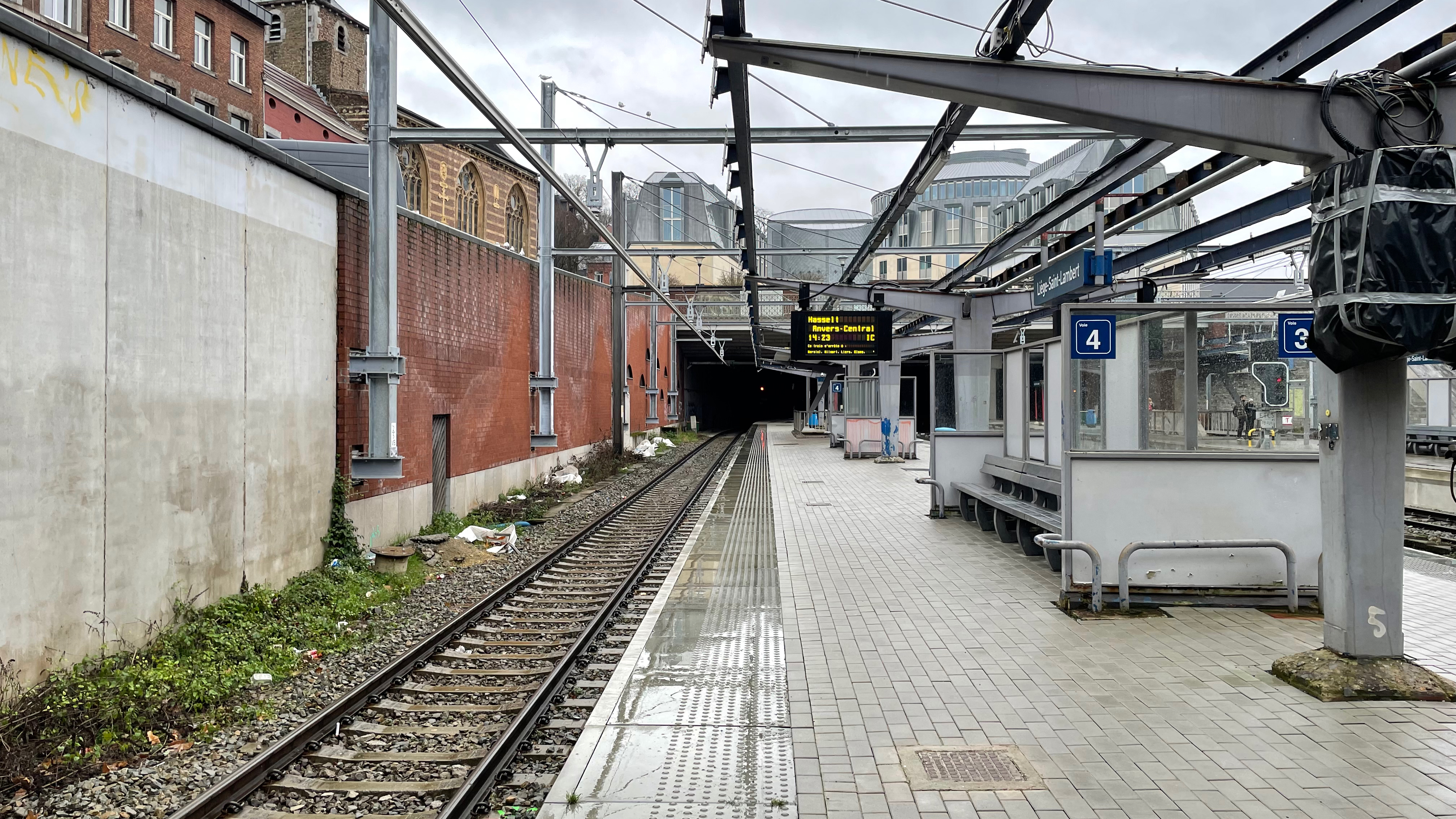
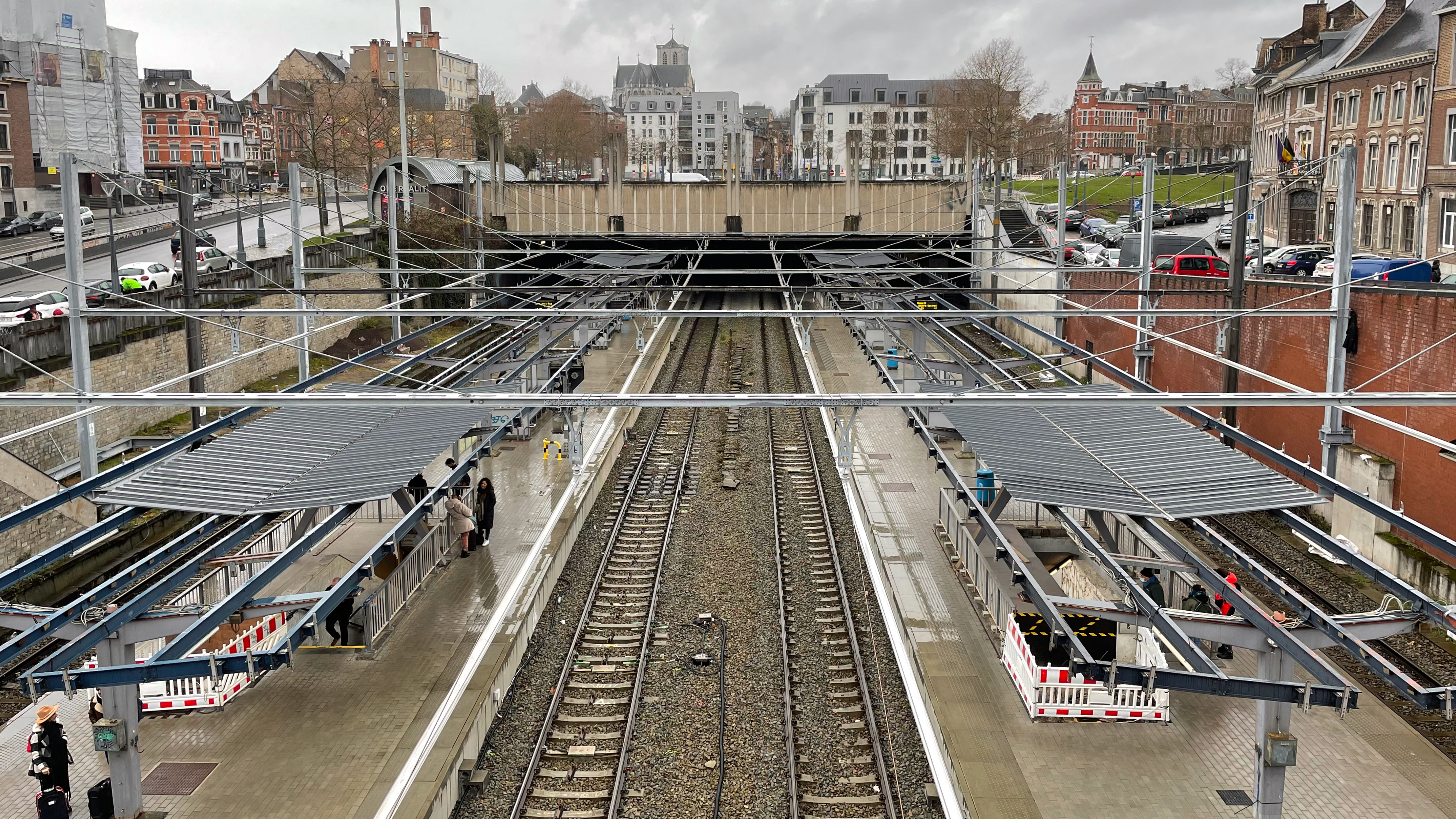
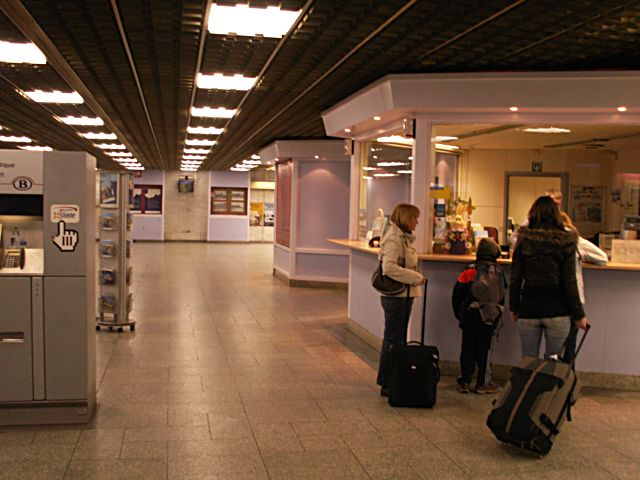
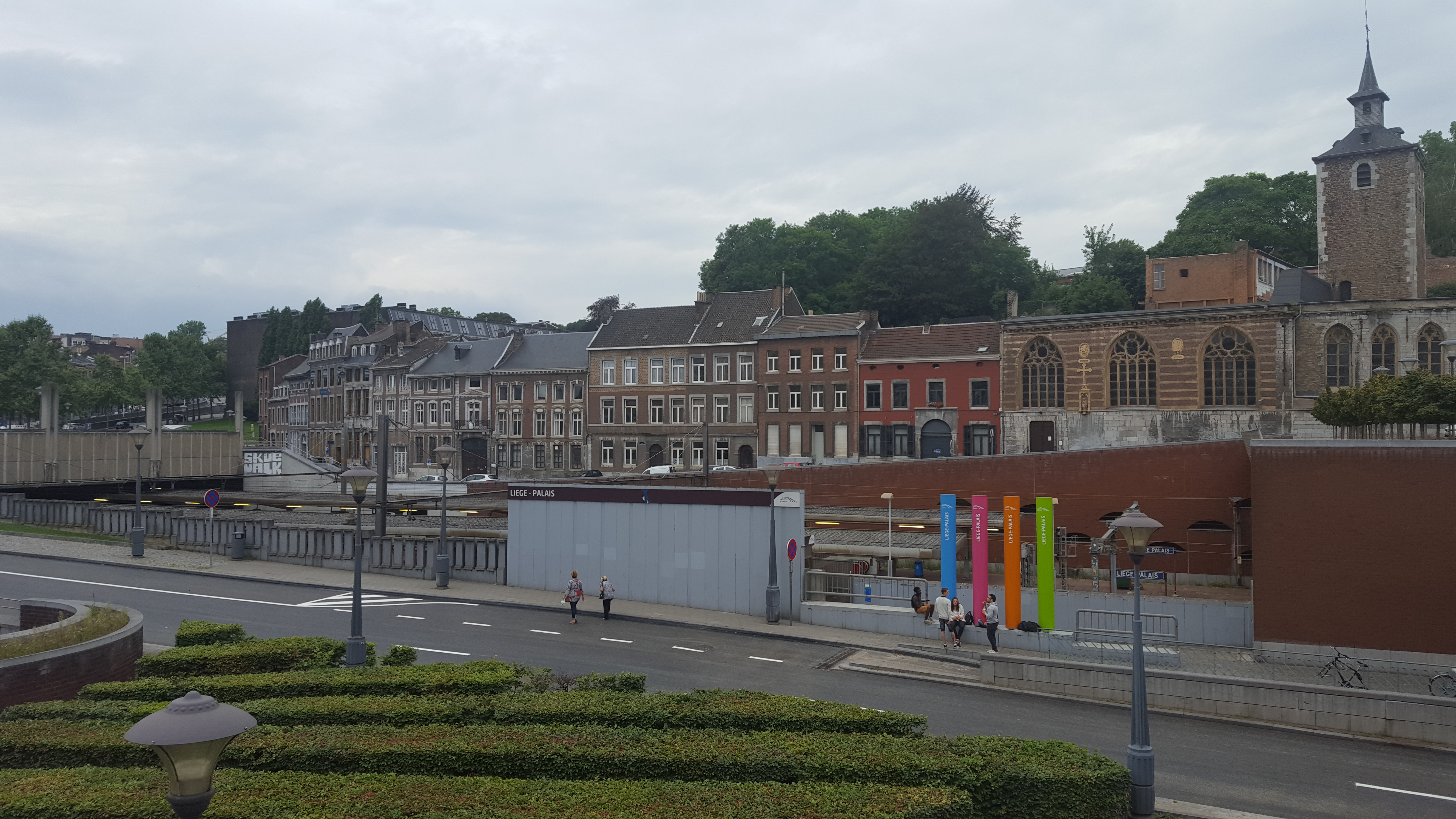
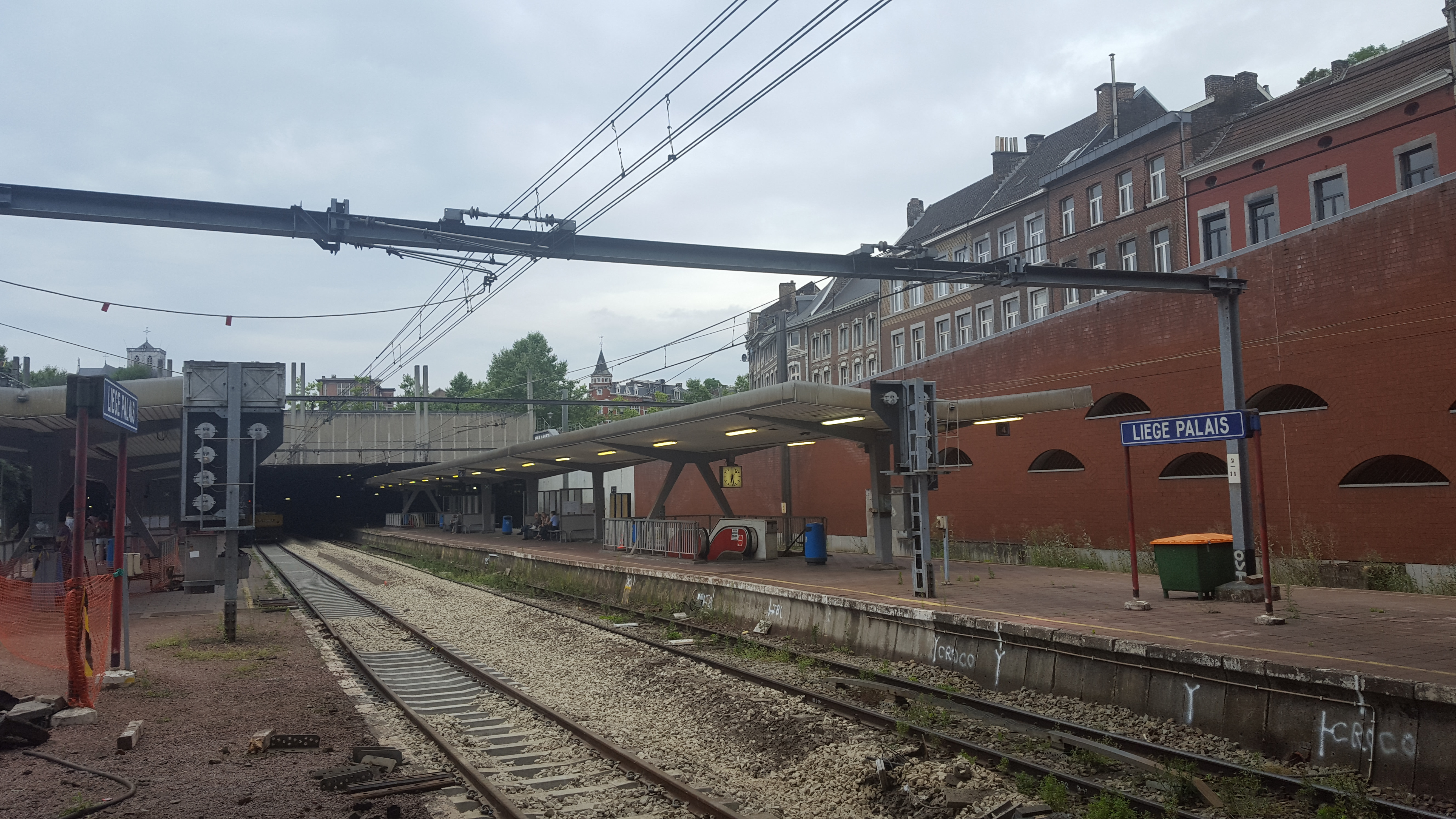

## Treindienst
| Serie       | Treinsoort             | Route | Bijzonderheden                                                                                                  |
| ----------- | ---------------------- | --- | --- |
| IC 09       | Intercity (NMBS)       | Antwerpen-Centraal – Aarschot – [ Leuven – ] Hasselt – Luik-Sint-Lambertus – Luik-Guillemins                          | Rijdt in het weekend Antwerpen-Centraal - Luik-Guillemins.                                                      |
| IC 18       | Intercity (NMBS)       | [ Doornik – Aat – ] Brussel-Zuid – Namen – Luik-Guillemins – Luik-Sint-Lambertus                                      | Rijdt alleen op werkdagen. Rijdt in de spits verder naar Doornik.                                               |
| IC 25       | Intercity (NMBS)       | Moeskroen – Doornik – Bergen – Charleroi-Centraal – Namen – Luik-Guillemins – Luik-Sint-Lambertus – Herstal – Liers   | Rijdt in het weekend tussen Moeskroen en Liers.                                                                 |
| IC 33       | Intercity (NMBS / CFL) | Liers – Luik-Sint-Lambertus – Luik-Guillemins – Gouvy – Luxemburg                                                     | Rijdt in het weekend 1×/2u. tussen Liers - Luxemburg.                                                           |
| L 5550      | L-trein (NMBS)         | Liers – Luik-Sint-Lambertus – Luik-Guillemins – Rivage – Marloie                                                      | |
| S 41 RE 29  | S-trein Luik (NMBS)    | Luik-Sint-Lambertus – Luik-Guillemins – Angleur – Verviers-Centraal – Welkenraedt – Aachen Hbf                        | euregioAIXpress In België als S                                                                                 |
| S 42        | S-trein Luik (NMBS)    | Liers – Luik-Sint-Lambertus – Luik-Guillemins – Flémalle-Haute                                                        | |
| S 43 5300   | S-trein Luik (NMBS)    | Maastricht – Wezet – Luik-Guillemins – Luik-Sint-Lambertus – Tongeren – Diepenbeek – Hasselt                          | Rijdt in het weekend niet tussen Luik-Guillemins en Hasselt.                                                    |
| P 7480/8480 | Piekuurtrein (NMBS)    | [ Hoei – Namen ] / [ Herstal – Luik-Sint-Lambertus – Luik-Guillemins – [ Rivage – Gouvy ] / [ Statte ] ]              | Rijdt alleen op werkdagen. Een trein vanuit Herstal naar Gouvy. Twee treinen per richting tussen Hoei en Namen. |
| P 7670/8670 | Piekuurtrein (NMBS)    | [ Namen – Sart-Bernard ] / [ Rochefort-Jemelle – [ Libramont ] / [ Rivage – Luik-Guillemins – Luik-Sint-Lambertus ] ] | Rijdt alleen op werkdagen.                                                                                      |
| ICT 6945    | Toeristentrein (NMBS)  | Liers – Luik-Sint-Lambertus – Luik-Guillemins – Rivage – Marloie                                                      | Rijdt in juli en augustus.                                                                                      |

## Reizigerstellingen
De grafiek en tabel geven het gemiddeld aantal instappende reizigers weer op een week-, zater- en zondag.
| Tabel: aantal instappende reizigers station Luik-Sint-Lambertus | Tabel: aantal instappende reizigers station Luik-Sint-Lambertus | Tabel: aantal instappende reizigers station Luik-Sint-Lambertus | Tabel: aantal instappende reizigers station Luik-Sint-Lambertus |
|                                                                 | Weekdag                                                         | Zaterdag                                                        | Zondag                                                          |
| --------------------------------------------------------------- | --------------------------------------------------------------- | --------------------------------------------------------------- | --------------------------------------------------------------- |
| 1977                                                            | 1 381                                                           | 326                                                             | 168                                                             |
| 1978                                                            | 1 333                                                           | 259                                                             | 153                                                             |
| 1979                                                            | 1 381                                                           | 292                                                             | 186                                                             |
| 1980                                                            | 1 304                                                           | 240                                                             | 213                                                             |
| 1981                                                            | 1 325                                                           | 270                                                             | 222                                                             |
| 1982                                                            | 1 366                                                           | 322                                                             | 215                                                             |
| 1983                                                            | 1 538                                                           | 305                                                             | 195                                                             |
| 1984                                                            | 1 307                                                           | 353                                                             | 268                                                             |
| 1985                                                            | 1 568                                                           | 432                                                             | 376                                                             |
| 1986                                                            | 1 280                                                           | 424                                                             | 318                                                             |
| 1987                                                            | 1 396                                                           | 501                                                             | 426                                                             |
| 1988                                                            | 1 659                                                           | 531                                                             | 469                                                             |
| 1989                                                            | 1 563                                                           | 416                                                             | 336                                                             |
| 1990                                                            | 1 281                                                           | 508                                                             | 367                                                             |
| 1991                                                            | 1 664                                                           | 569                                                             | 399                                                             |
| 1992                                                            | 1 710                                                           | 610                                                             | 420                                                             |
| 1993                                                            | 2 119                                                           | 609                                                             | 427                                                             |
| 1994                                                            | 1 459                                                           | 518                                                             | 434                                                             |
| 1995                                                            | 1 835                                                           | 572                                                             | 393                                                             |
| 1996                                                            | 1 876                                                           | 681                                                             | 468                                                             |
| 1997                                                            | 2 117                                                           | 739                                                             | 633                                                             |
| 1998                                                            | 3 425                                                           | 1 104                                                           | 765                                                             |
| 1999                                                            | 1 774                                                           | 616                                                             | 443                                                             |
| 2000                                                            | 3 422                                                           | 1 302                                                           | 778                                                             |
| 2001                                                            | 1 865                                                           | 700                                                             | 504                                                             |
| 2002                                                            | 2 179                                                           | 757                                                             | 554                                                             |
| 2003                                                            | 2 067                                                           | 829                                                             | 605                                                             |
| 2004                                                            | 2 197                                                           | 1 018                                                           | 669                                                             |
| 2005                                                            | 2 468                                                           | 1 066                                                           | 568                                                             |
| 2006                                                            | 2 740                                                           | 1 013                                                           | 765                                                             |
| 2007                                                            | 2 927                                                           | 1 190                                                           | 932                                                             |
| 2008                                                            | -                                                               | -                                                               | -                                                               |
| 2009                                                            | 3 372                                                           | 1 500                                                           | 813                                                             |
| 2010                                                            | -                                                               | -                                                               | -                                                               |
| 2011                                                            | -                                                               | -                                                               | -                                                               |
| 2012                                                            | 3 537                                                           | 1 622                                                           | 1 126                                                           |
| 2013                                                            | 3 395                                                           | 1 341                                                           | 1 037                                                           |
| 2014                                                            | 3 704                                                           | 1 600                                                           | 1 129                                                           |
| 2015                                                            | 3 451                                                           | 1 441                                                           | 1 004                                                           |
| 2016                                                            | 2 983                                                           | 1 573                                                           | 1 318                                                           |
| 2017                                                            | 2 770                                                           | 1 537                                                           | 1 295                                                           |
| 2018                                                            | 3 035                                                           | 1 513                                                           | 1 039                                                           |
| 2019                                                            | 2 840                                                           | 1 463                                                           | 1 109                                                           |
| 2020                                                            | 1 843                                                           | 974                                                             | 794                                                             |
| 2021                                                            | -                                                               | -                                                               | -                                                               |
| 2022                                                            | 2 314                                                           | 1 100                                                           | 795                                                             |
| 2023                                                            | 2 999                                                           | 1 150                                                           | 859                                                             |
| 2024                                                            | 3 206                                                           | 1 393                                                           | 1 027                                                           |

Angleur · Bressoux · Chênée · Colonster · Jolivet · Jupille · Kinkempois · Luik-Carré · Luik-Cornillon · Luik-Guillemins · Luik-Haut-Pré · Luik-Longdoz · Luik-Sint-Lambertus · Luik-Vennes · Luik-Vivegnis · Sclessin · Streupas · Val-Benoît
0,0: Hasselt ·
3,7: Godsheide ·
7,2: Diepenbeek ·
15,0: Beverst ·
17,2: Bilzen ·
19,3: Hoeselt ·
22,1: Alt-Hoeselt ·
24,4: 's Herenelderen ·
27,7: Tongeren ·
31,5: Nerem ·
32,0: Vreren-Nerem ·
33,1: Glaaien ·
37,7: Villers-Juprelle ·
40,3: Liers ·
42,9: Milmort ·
43,9: Milmort-Charbonnage ·
45,4: La Préalle ·
46,2: Rue Charlemagne ·
48,0: Herstal ·
49,4: Jolivet ·
50,6: Luik-Vivegnis ·
51,6: Luik-Sint-Lambertus ·
53,0: Luik-Carré ·
54,8: Luik-Guillemins